# Friedrich Hellwig (Schauspieler)
Friedrich Hellwig (* 17. April 1782 in Kunersdorf bei Wriezen; † 9. November 1825 in Dresden) war ein deutscher Sänger, Schauspieler und Regisseur.

## Leben

### Familie
Friedrich Hellwig war der Sohn des Predigers Jeremias Christoph Ludwig Hellwig (* 19. März 1735, † 8. Mai 1788) und dessen zweiter Ehefrau Friederike Sophie Elisabeth (geb. Gutsche) (* 14. September 1745). Nach dem Tod seines Vaters zog seine Mutter mit ihm und drei weiteren Geschwistern, unter anderem Ludwig Hellwig und Carl Hellwig (1778–1862), zu zwei Brüdern ihres Mannes nach Berlin.
Er heiratete in Würzburg in erster Ehe, die jedoch später wieder aufgelöst wurde. 1815 heiratete er in Dresden in zweiter Ehe Marie, Tochter von Pfarrer Hempel; ihr Stiefvater war der Annaberger Bürgermeister Christian Friedrich Benedict (1755–1831).
Sein Sohn war der Schauspieler Wilhelm Hellwig, der von 1838 bis zu seinem Tod am 11. September 1842 am Königlichen Dresdner Hoftheater engagiert war; dessen Ehefrau war die Schauspielerin Wilhelmine Hellwig (geb. Proksch) (* 1. Juli 1819 in Prag, † 15. September 1848 in Berlin), später verheiratet mit dem Komiker Philipp Grobecker (1815–1883).

### Ausbildung
In Berlin besuchte er das Gymnasium zum Grauen Kloster und das Friedrichswerdersche Gymnasium, bevor er für sechs Jahre eine Privatschule besuchte.
Bereits früh erwachte in ihm die Leidenschaft zur Schauspielerei, sodass er auf mehreren Berliner Privatbühnen Kinderrollen spielte, allerdings sollte er einen kaufmännischen Beruf erlernen und wurde im Alter von fünfzehn Jahren zu einem Onkel in Wildungen im Fürstentum Waldeck gesandt, um dort eine Lehre zu absolvieren. 

### Werdegang
Nachdem er seine Ausbildung bei einem Kaufmann in Berlin beendet hatte, ging er im September 1801 nach Weißenfels und erhielt eine Anstellung unter dem Pseudonym Friedrich Haine (auch Friedrich Heine) in einer Schauspielgesellschaft, die vom Direktor Hecker geleitet wurde; sein Pseudonym hielt er bis ungefähr 1810 bei. Nach verschiedenen Versuchen in anderen Theatergesellschaften kehrte er wieder zur Familie nach Berlin zurück, die ihn nun in seinem Wunsch zur Schauspielerei unterstützte.
Mit Hilfe von August Wilhelm Iffland ging er nach Weimar und von da nach Camburg, dort übernahm er nach sechs Monaten die Direktion der umherreisenden Gesellschaft, gab diese aber bereits einige Monate später wieder auf und erhielt ein Engagement in einer Theatergesellschaft, die anfangs in Waldheim und dann in Penig aufführte. Nach kurzer Zeit wechselte er nach Karlsbad, als dort jedoch die Gesellschaft sich insolvent erklärte, ging er nach Landsberg bei Halle, dann nach Weißenfels und Zeitz; im Mai/Juni 1805 trat er auf der Bühne von Georg Dengler (1760–1816) in Hildburghausen auf.
Weil er sich von den umherreisenden Theatergesellschaften trennen wollte, begann er 1805 mit einem Engagement am Theater in Würzburg, gab dieses jedoch 1807 wieder auf, und zog abwechselnd nach Coburg, Stuttgart, Hanau, Hildburghausen und Ronneburg; einige Male trat er auch in Berlin auf, so hatte er unter anderem zwei Gastauftritte am Königlichen Nationaltheater Berlin.
Im September 1811 fand er eine Anstellung bei dem von Franz Seconda dirigierten Königlichem Dresdner Hoftheater und trat in Leipzig zuerst in der Rolle des Moritz Benjowski im Drama Die Verschwörung in Kamtschatka von August von Kotzebue auf; in Dresden erfolgte dann ein Auftritt als Adelungen im Ritterdrama Klara von Hoheneichen von Christian Heinrich Spieß. Weil er mit einer Rollenvergabe von Franz Seconda nicht einverstanden war, bat er 1812 um seine Entlassung.
Im Herbst 1812 ging er nach Greiz, wo die Familie seiner Ehefrau eine Schauspielgesellschaft betrieb, und übernahm die dortige Direktion; er ließ die Gesellschaft, in der das Ehepaar Lortzing mit ihrem Sohn Albert Lortzing auftraten, auch in Liebenstein, Meiningen, Altenburg, Gotha und Coburg auftreten; aus finanziellen Gründen löste er die Gesellschaft in Coburg auf. Aufgrund seiner schauspielerischen Leistungen erhielt er die Unterstützung des Herzogs Friedrich IV., der ihn als Bibliothekar anstellte, dazu erhielt er von der Mutter des Herzogs, Charlotte von Sachsen-Meiningen, einen Zuschuss. Weil er jedoch wieder auf die Bühne wollte, fand er bei der Theatergesellschaft von Direktor Joseph Anton Reuter (1769–1816) ein Engagement in Erlangen und ging mit diesen nach Nürnberg, wo er ein Jahr lang als Regisseur blieb.
Im Spätsommer 1814 folgte er einer Einladung nach Leipzig und trat dort in mehreren Gastrollen auf, bevor er nach Dresden berufen und am dortigen königlichen Hoftheater engagiert wurde. Er besetzte die Rollen der ersten Helden und Charakterrollen, beispielsweise als Otto von Wittelsbach, Wilhelm Tell, König Lear und war seit dem 1. Oktober 1815 außerdem als Regisseur tätig, so unter anderem bei der Dresdner Erstaufführung des Freischütz. 1817 zeichnete ihn der König Friedrich August I. dadurch aus, dass er ihm ein lebenslängliches Engagement bewilligte. Er führte von Dresden aus mehrere Gastspielreisen durch, so unter anderem 1814 drei Gastrollen und 1819 sieben Gastrollen in Berlin, im November eine Rolle in Leipzig und im August 1822 in Lübeck.
Sein letzter Auftritt war im Mai 1825, danach wurde er wegen einer psychischen Erkrankung auf den Sonnenstein bei Pirna eingeliefert.